# Barbareskenstaat

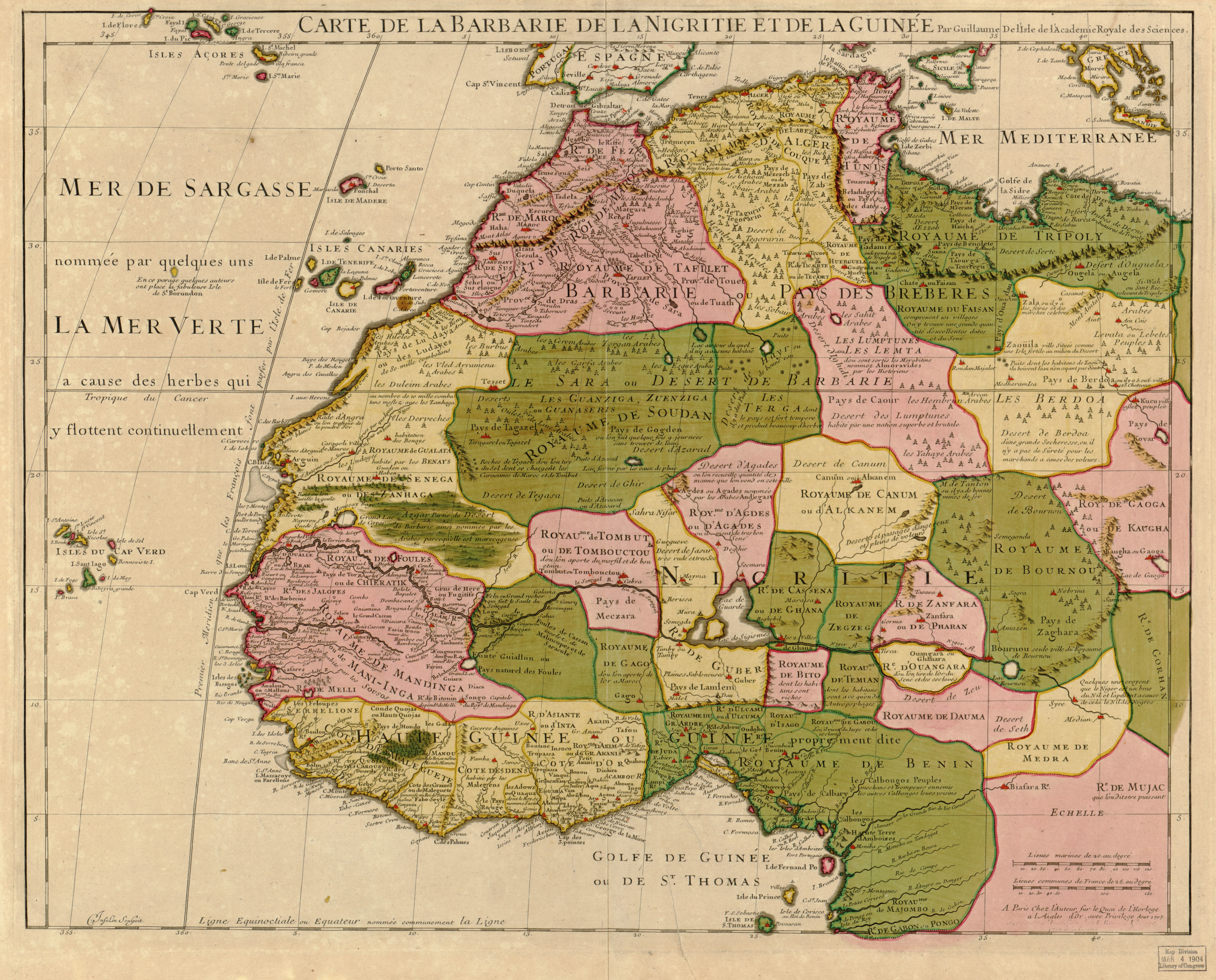
Carte de la Barbarie de la Nigritie et de La Guinée: Karte der Barbareskenküste, des Sudan und Guinea – Karte von 1707

Als Barbareskenstaaten wurden vom 16. bis zum frühen 19. Jahrhundert die Staaten in der als Barbarei bezeichneten Region, namentlich das Sultanat Marokko und die osmanischen Regentschaften Algier, Tunis und Tripolis, bezeichnet. Haupteinnahmequelle der Barbareskenstaaten war die Kaperei und damit einhergehend Menschenraub, Sklavenhandel und Lösegelderpressung, weshalb diese Staaten auch als Piraten- oder Seeräuberstaaten bezeichnet wurden. Modernen Schätzungen zufolge wurden in den Barbareskenstaaten zwischen 1530 und 1780 etwa 1,25 Millionen Menschen versklavt, die meisten davon durch Raubzüge an den Küsten Italiens, Spaniens und Portugals. Die Zahl entspricht etwa einem Zehntel des transatlantischen Sklavenhandels. Die Klassifizierung als Piratenstaat war für die völkerrechtliche Frage entscheidend, ob die Regeln des zwischenstaatlichen Kriegsrechts auf diese Anwendung finden sollten oder nicht.

## Geschichte
Nachdem die Spanier 1492 mit dem Emirat von Granada das letzte muslimische Königreich in Westeuropa erobert hatten, siedelten sich aus Spanien geflohene Morisken im Maghreb an. Zusammen mit einheimischen Arabern und Mauren rüsteten sie große Flotten aus und begannen von ihrer Basis Nordafrika aus als Korsaren einen permanenten Krieg gegen die christlichen Mittelmeermächte, insbesondere gegen deren Schifffahrt und Küsten. Damit erlebte die bereits seit Jahrhunderten im Mittelmeerraum verbreitete Piraterie einen gewaltigen Aufschwung. Die Barbaresken stießen bald in das Machtvakuum vor, das aus der anhaltenden Schwächephase der regionalen muslimischen Herrscherdynastien (Meriniden, Wattasiden in Marokko, Abdalwadiden in Algerien, Hafsiden in Tunesien) resultierte. Diese waren, von internen Machtkämpfen und Konflikten mit unruhigen Beduinen- und Berberstämmen zerrissen, in einen Zustand des staatlichen Zerfalls abgeglitten.
Die Raubzüge der muslimischen Korsaren führten während der nächsten Jahrhunderte bis an die Küsten Irlands (1631) und sogar Islands (1627), wo sie aus küstennahen Dörfern und Städten Einwohner verschleppten und später als Sklaven verkauften. Häufigstes Ziel der als Razzien bezeichneten Züge waren jedoch die Küsten Italiens, Spaniens und Portugals.
Sämtliche Barbareskenstaaten (und deren schlagkräftige Flotten) gerieten bald unter die Kontrolle des Osmanischen Reiches. Die osmanische Ausdehnung erfolgte teils durch Eroberung, teils durch freiwillige Unterwerfung. So unterstellte sich 1518 der bekannteste Korsarenführer, Khair ad-Din Barbarossa, kaum dass er sich gewaltsam zum Herrscher Algiers aufgeschwungen hatte, dem Schutz des Sultans. Dieser wurde um die Mitte des 16. Jahrhunderts zum Oberherrn von Nordafrika (mit Ausnahme Marokkos). Algier, Tunis und Tripolis waren formal osmanische Provinzen, wurden jedoch Anfang des 18. Jahrhunderts faktisch wieder unabhängig.
Bereits zu dieser Zeit war der fortwährende Kriegszustand mit den christlich-abendländischen Staaten nur noch mit Mühe religiös begründbar (Dschihad). Vielmehr diente dieser Dauerzustand als formale Legitimation der im Krieg völkerrechtlich erlaubten Kaperei; bildete doch die Piraterie bis zum Untergang der Barbareskenstaaten im 19. Jahrhundert deren wichtigste Einnahmequelle. Darum kam es wiederholt zu europäischen und später auch zu US-amerikanischen Interventionen.
Ein Randereignis dieser Auseinandersetzungen war der Friedensvertrag zwischen den jungen Vereinigten Staaten und dem islamischen Tripolis im Jahr 1797. Dessen geschichtliche Bedeutung liegt darin, dass die USA im Vertragstext (Artikel 11) erklärten, dass die Regierung der Vereinigten Staaten „nicht in irgendeiner Weise auf der christlichen Religion beruht“, was damals im europäischen Kulturraum eine unerhörte Neuerung darstellte. Dieser vom US-Senat ratifizierte Vertragstext wird noch heute von säkular gesinnten Amerikanern ins Feld geführt, wenn christliche Gruppen versuchen, die Trennung von Kirche und Staat aufzuweichen.

### Kriege und Militäroperationen gegen die Barbareskenstaaten

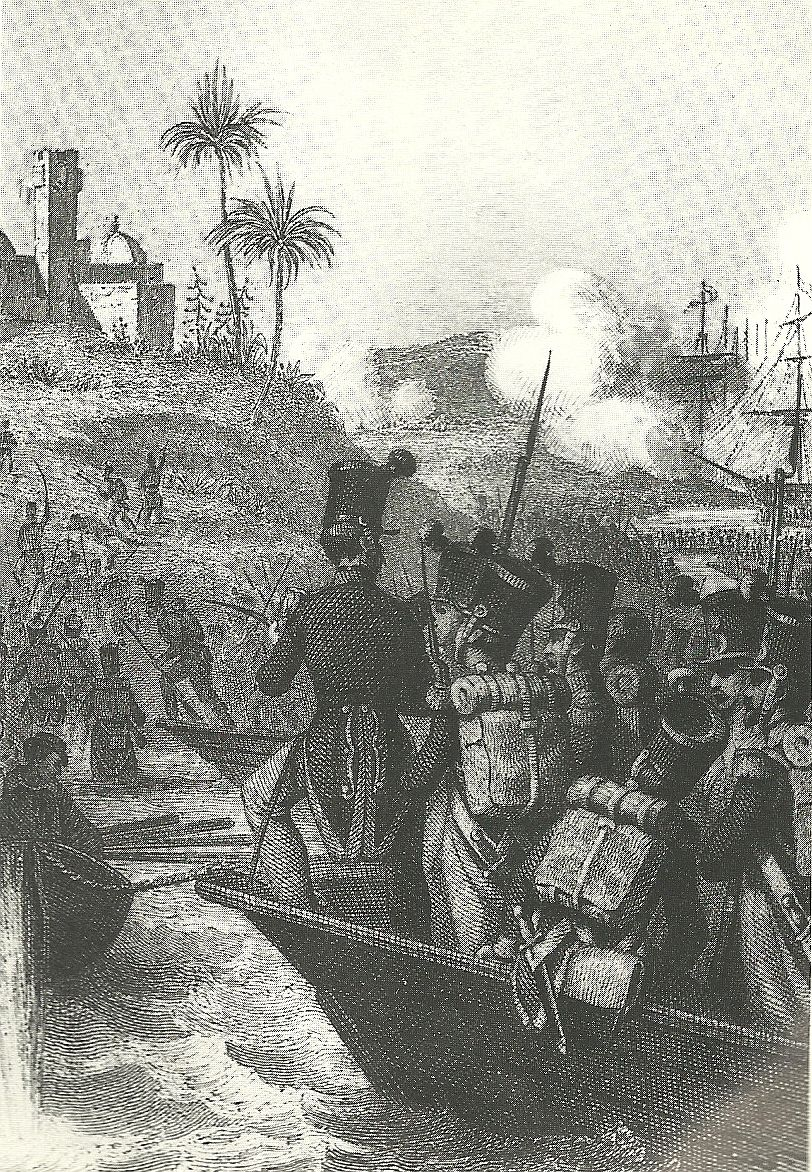
Erst mit der französischen Eroberung Algeriens fanden die Barbareskenkriege 1830 ein Ende, da Frankreich auch seine neuen Nachbarn Tunis und Tripolis zur Aufgabe der Piraterie zwang

Konflikte des 17., 18. und 19. Jahrhunderts zwischen europäischen Seemächten und den Barbaresken-Korsaren gipfelten meist im Beschuss von Algier, Tunis und Tripolis durch europäische Kriegsflotten, der Zerstörung der in diesen Häfen liegenden Piratenflotten sowie der erzwungenen Freilassung europäischer Sklaven und Geiseln. So bombardierten englische, französische und niederländische Schiffe zwischen 1655 und 1727 zehnmal Tripolis, ehe die Franzosen beim Bombardement von 1728 die Stadt und fast die gesamte tripolitanische Flotte vernichteten. Tunis war zwischen 1661 und 1792 sechsmal das Ziel französischer, venezianischer und spanischer Angriffe. Algier wurde zwischen 1622 und 1688 sechsmal von der englischen bzw. französischen Flotte angegriffen sowie zwischen 1662 und 1729 sechsmal von den Niederländern. Zwischen 1770 und 1773 erschienen dreimal die Dänen, von 1775 bis 1784 dreimal die Spanier vor Algier. 1801 schickten die USA (die bis dahin Tributzahlungen geleistet hatten) im Amerikanisch-Tripolitanischen Krieg, dem ersten Konflikt, den die junge Republik auszutragen hatte, ihre Marine. In der Folge kam es 1805 zum ersten Einsatz des US Marine Corps beim Sturm auf das tripolitanische Derna.
1816 vernichtete ein britisch-niederländisches Geschwader bei seiner Bombardierung Algiers die im Hafen liegende algerische Flotte. Auch die USA, Portugal, Neapel-Sizilien, Sardinien und Malta unternahmen Strafexpeditionen.
Gelegentlich werden auch die Kriege gegen marokkanische Korsaren zu den Marineoperationen gerechnet. Die parallelen und etwa gleichzeitig endenden Kriege der Briten an der Piratenküste (1801, 1809, 1818 und schließlich 1819 Vernichtung der Piratenflotte im Hafen von Ra’s al-Chaima) und am Arabischen Meer (1839 Besetzung Adens) werden nicht dazugerechnet.
Die von den Barbareskenstaaten ausgehende Piraterie endete erst, nachdem
- 1827 Frankreich begann, den Hafen von Algier zu blockieren
- 1830 Frankreich Algerien eroberte
- 1835 das Osmanische Reich Tunis und Tripolis wieder stärkerer direkter Verwaltung unterstellte.
- 1844 Frankreich auch Marokko zur Einstellung der Piratenaktivitäten zwang

### Übersicht der militärischen Auseinandersetzungen
Im Interesse einer funktionierenden Sortierbarkeit der Tabelle wurden England und Großbritannien unter „England/Großbritannien“ zusammengefasst.
| Jahr      | Seemacht               | Barbareskenstaat | Anmerkung |
| --------- | ---------------------- | ---------------- | --- |
| 1620–1621 | England/Großbritannien | Algier           | |
| 1622      | England/Großbritannien | Algier           | |
| 1655      | England/Großbritannien | Algier           | |
| 1661      | Frankreich             | Algier           | |
| 1661–1667 | Spanien                | Algier           | |
| 1662      | Niederlande            | Algier           | |
| 1663      | Frankreich             | Algier           | |
| 1665      | Frankreich             | Algier           | |
| 1669      | Niederlande            | Algier           | |
| 1670      | Niederlande            | Algier           | gemeinsame Intervention mit England                                                                                       |
| 1670      | England/Großbritannien | Algier           | gemeinsame Intervention mit den Niederlanden                                                                              |
| 1670–1672 | England/Großbritannien | Algier           | |
| 1672–1673 | Spanien                | Algier           | |
| 1679–1680 | Niederlande            | Algier           | |
| 1681–1682 | England/Großbritannien | Algier           | |
| 1682      | Frankreich             | Algier           | Bombardierung von Algier                                                                                                  |
| 1683–1684 | Frankreich             | Algier           | Bombardierung von Algier vom 26. bis 27. Juli 1683, anschließend Blockade                                                 |
| 1683      | Spanien                | Tripolis         | |
| 1685      | Frankreich             | Tripolis         | |
| 1687–1688 | Frankreich             | Algier           | |
| 1689–1694 | Spanien                | Algier           | |
| 1708–1709 | Spanien                | Algier           | Algerier erobern den spanischen Stützpunkt Oran                                                                           |
| 1715–1729 | Niederlande            | Algier           | teilweise unter dem Kommando von François van Aerssen van Sommelsdijk (1669–1740)                                         |
| 1732      | Spanien                | Algier           | Spanier erobern Oran zurück                                                                                               |
| 1770      | Dänemark               | Algier           | |
| 1772      | Dänemark               | Algier           | |
| 1773      | Dänemark               | Algier           | |
| 1774–1777 | Venedig                | Tunis            | Beschießung von Sousse, Bizerta und La Goulette                                                                           |
| 1775      | Spanien                | Algier           | |
| 1783      | Spanien                | Algier           | |
| 1784      | Spanien                | Algier           | gemeinsame Intervention mit Malta, Neapel-Sizilien und Portugal                                                           |
| 1784      | Portugal               | Algier           | gemeinsame Intervention mit Malta, Neapel-Sizilien und Spanien                                                            |
| 1784      | Malta                  | Algier           | gemeinsame Intervention mit Portugal, Neapel-Sizilien und Spanien                                                         |
| 1784      | Neapel-Sizilien        | Algier           | gemeinsame Intervention mit Malta, Spanien und Portugal                                                                   |
| 1788      | England/Großbritannien | Marokko          | Blockade der Häfen Tetouan und Larache                                                                                    |
| 1791–1792 | Spanien                | Algier           | Algerier erobern Oran zurück                                                                                              |
| 1801–1805 | USA                    | Tripolis         | Amerikanisch-Tripolitanischer Krieg                                                                                       |
| 1805      | Frankreich             | Algier           | Jérôme Bonaparte erzwingt die Freilassung französischer bzw. italienischer Geiseln, Vorlage für Die Italienerin in Algier |
| 1815      | USA                    | Algier           | Amerikanisch-Algerischer Krieg                                                                                            |
| 1816      | Niederlande            | Algier           | gemeinsame Intervention mit Großbritannien, Bombardierung Algiers                                                         |
| 1816      | England/Großbritannien | Algier           | gemeinsame Intervention mit den Niederlanden, Bombardierung Algiers                                                       |
| 1824      | England/Großbritannien | Algier           | Britische Blockade von Algier                                                                                             |
| 1827–1830 | Frankreich             | Algier           | Blockade und Eroberung von Algier, Bone und Oran                                                                          |
| 1609      | Spanien                | Tunis            | gemeinsame Intervention mit Frankreich                                                                                    |
| 1609      | Frankreich             | Tunis            | gemeinsame Intervention mit Spanien                                                                                       |
| 1661–1667 | Spanien                | Tunis            | |
| 1666      | Frankreich             | Tunis            | |
| 1670–1672 | Frankreich             | Tunis            | |
| 1682–1692 | Venedig                | Tunis            | |
| 1741–1742 | Frankreich             | Tunis            | |
| 1768–1770 | Frankreich             | Tunis            | |
| 1784–1786 | Venedig                | Tunis            | Beschießung von Sousse, Sfax und La Goulette                                                                              |
| 1789–1792 | Venedig                | Tunis            | |
| 1800      | Dänemark               | Tunis            | |
| 1818      | Frankreich             | Tunis            | gemeinsame Intervention mit Großbritannien                                                                                |
| 1818      | England/Großbritannien | Tunis            | gemeinsame Intervention mit Frankreich                                                                                    |
| 1655      | England/Großbritannien | Tripolis         | |
| 1661      | Frankreich             | Tripolis         | gemeinsame Intervention mit Venedig und Malta                                                                             |
| 1661      | Venedig                | Tripolis         | gemeinsame Intervention mit Frankreich und Malta                                                                          |
| 1661      | Malta                  | Tripolis         | gemeinsame Intervention mit Venedig und Frankreich                                                                        |
| 1662      | Niederlande            | Tripolis         | |
| 1663      | England/Großbritannien | Tripolis         | |
| 1670      | Niederlande            | Tripolis         | |
| 1675–1676 | England/Großbritannien | Tripolis         | Die Engländer führen die tripolitanische Flotte weg.                                                                      |
| 1680–1681 | Frankreich             | Tripolis         | |
| 1685      | Frankreich             | Tripolis         | |
| 1715      | Niederlande            | Tripolis         | |
| 1716      | England/Großbritannien | Tripolis         | |
| 1728–1729 | Frankreich             | Tripolis         | Bombardierung von Tripolis (1728)                                                                                         |
| 1731      | Frankreich             | Tripolis         | |
| 1797      | Dänemark               | Tripolis         | |
| 1800–1805 | USA                    | Tripolis         | Amerikanisch-Tripolitanischer Krieg                                                                                       |
| 1802      | Schweden               | Tripolis         | Friedensschluss unter französischer Vermittlung                                                                           |
| 1803      | Niederlande            | Tripolis         | |
| 1825      | Sardinien              | Tripolis         | |
| 1828      | Neapel-Sizilien        | Tripolis         | |
| 1830      | Frankreich             | Tripolis         | |
| 1629      | Frankreich             | Marokko          | Bombardierung von Salé |
| 1765      | Frankreich             | Marokko          | Bombardierung der Häfen Larache, Salé und Rabat                                                                           |
| 1828      | England/Großbritannien | Marokko          | Blockade Tangers |
| 1829      | Österreich             | Marokko          | Bombardierung der Städte Larache, Asilah und Tétouan                                                                      |
| 1844      | Frankreich             | Marokko          | Bombardierung der Häfen Tanger und Mogador                                                                                |